# منتخب المكسيك لهوكي الجليد
منتخب المكسيك الوطني لهوكي الجليد هو منتخب وطني يمثل المكسيك في منافسات هوكي الجليد الدولية، بدأ منافساته في سنة 2000، شارك المنتخب 19 مرة في بطولة العالم لهوكي الجليد، يحتل حالياً التصنيف الخامس والثلاثين.